# Panschwitz-Kuckau
Panschwitz-Kuckau (in alto sorabo Pančicy-Kukow) è un comune di 2.190 abitanti della Sassonia, in Germania.
Appartiene al circondario (Landkreis) di Bautzen (targa BZ) ed è parte della comunità amministrativa (Verwaltungsverband) di Am Klosterwasser.
Nel territorio comunale sorge l'antica Abbazia di St. Marienstern.